# Theresa Plaisance
Theresa Monique Plaisance (New Orleans, 18 maggio 1992) è una cestista statunitense.

## Carriera
È stata selezionata dalle Tulsa Shock al terzo giro del Draft WNBA 2014 (27ª scelta assoluta).
Nel luglio 2015 è stata sospesa per 4 mesi dopo un controllo antidoping risultando positiva al Metilfenidato.
Con gli Stati Uniti ha disputato le Universiadi di Kazan' 2013.

## Palmarès
- Campionato WNBA: 1

Las Vegas Aces: 2022